# Марции
Ма́рции (лат. Marcii, gens Marcia) — древнеримский род, к которому принадлежали как минимум один царь, 15 консулов в республиканскую эпоху и один диктатор. Изначально был патрицианским, позже появились плебейские ветви рода. К патрицианским ветвям относились Кориоланы, к плебейским — Криспы, Либоны, Раллы, Рексы, Рутилы, Руфы, Сермоны, Тремулы, Фигулы, Филиппы и Цензорины.

## Известные представители

### Без когномена
- Марк Марций — основатель рода Марциев, родственник Нумы, сенатор;
- Нума Марций — сын Марка Марция, великий понтифик, отец Анка Марция;
- Анк Марций — древнеримский царь;
- Луций Марций Септимий — офицер, много лет служивший под началом Гнея Корнелия Сципиона в Испании;
- Квинт Марций — консул-суффект 36 до н. э.

### Кориоланы
- Гней Марций Кориолан — римский военачальник, живший в V веке до н. э.

### Криспы
- Квинт Марций Крисп (ум. после 36 до н. э.), эдил не позднее 58 года до н. э., в 57—55 годах до н. э. служил легатом у Луция Кальпурния Пизона Цезонина в Македонии. По разным версиям, около 54, до 49 или в 46 году до н. э. занимал преторскую должность. Во время гражданской войны 49—45 годов до н. э. Квинт служил военным трибуном в армии Гая Юлия Цезаря во время африканской кампании будущего диктатора (46 год до н. э.), за что последний в 43 году назначил его проконсулом Вифинии;
- Марция, дочь Гая, Криспа (I в. до н. э[1].), имя упоминается в одной надписи, обнаруженной в Риме и датируемой 2-й половиной I века до н. э[2].

### Либоны
- Квинт Марций Либон — имя встречается только на римских монетах.

### Раллы
- Марк Марций Ралла — городской претор 204 до н. э.[3]
- Квинт Марций Ралла — народный трибун 196 до н. э.[4]
- Квинт Марций Ралла — был назначен дуумвиром в 194 до н. э. для освящения храма, в 192 до н. э. опять был назначен дуумвиром для этой же цели[5][6].

### Рексы
- Публий Марций Рекс — по велению сената был отправлен с миссией с двумя коллегами к консулу 171 года Гаю Кассию Лонгину[7];
- Квинт Марций Рекс — претор Римской республики в 144 до н. э., построивший акведук Aqua Marcia;
- Квинт Марций Рекс — консул 118 года до н. э.;
- Квинт Марций Рекс — консул в 68 до н. э.

### Рутилы
- Гай Марций Рутил — консул 357, 352, 344 и 342 до н. э.
- Гай Марций Рутил Цензорин — консул 310 до н. э.

### Руфы
- Квинт Марций Руф — один из легатов Красса, участвовавший в подавлении восстания Спартака[8];
- (Квинт) Марций Руф — квестор Республики в 49 году до н. э., предполагаемый сын предыдущего.

### Сермоны
- Марк Марций Сермон — народный трибун 172 до н. э.[9]

### Тремулы
- Квинт Марций Тремул — консул 306 и 288 до н. э.

### Фесты
- Марций Фест — один из участников заговора Пизона в 65 н. э. Происходил из всаднического сословия. Погиб вследствие раскрытия заговора.

### Фигулы
- Гай Марций Фигул (ум. после 156 до н. э.), консул 162 и 156 годов до н. э.;
- Гай Марций Фигул (II в. до н. э.), сын предыдущего, выдающийся юрист, выставлял свою кандидатуру на консульских выборах, но не выиграл[10];
- Гай Марций Фигул (ум. вскоре после 64 до н. э.), консул 64 года до н. э.;
- Луций Марций Фигул (I в. до н. э.), префект флота под командованием Публия Корнелия Долабеллы в 43 году до н. э[11]., родной сын предыдущего.

### Филиппы
- Квинт Марций Филипп — консул 281 до н. э.
- Квинт Марций Филипп — консул 186 и 169 до н. э.
- Квинт Марций Филипп — сын предыдущего, служил с ним в Македонии в 169 до н. э[12].;
- Луций Марций Филипп — консул 91 до н. э.;
- Луций Марций Филипп — консул 56 до н. э.;
- Луций Марций Филипп — сын предыдущего, народный трибун в 49 и консул-суффект в 38 до н. э.;
- Квинт (Марций) Филипп — проконсул Киликии в 47 году до н. э.

### Цензорины
- Луций Марций Цензорин — консул Римской республики в 149 году до н. э[13][14];
- Луций Марций Цензорин — внук предыдущего, марианец. Монетный триумвир 82 до н. э[15][16]. Предположительно, именно он упомянут Мемноном как префект римского флота около 70 года до н. э., доставивший во главе эскадры из 15 трирем зерно из Боспорского царства в римский лагерь в Синопе[17][18][19];
- Гай Марций Цензорин — старший брат предыдущего, сторонник Гая Мария[20][21];
- Марций Цензорин (возможно, носил преномен «Гай»; ум. 53 до н. э.) — сын предыдущего и друг Квинта Цицерона в Азии[22]. По-видимому, упомянут Плутархом как ровесник и товарищ Публия Красса, покончивший с собой в ходе боя под Каррами[23][24][25][26][27];
- Луций Марций Цензорин — консул Республики 39 года до н. э[28][29].;
- Гай Марций Цензорин — консул Римской империи в 8 до н. э.